# Artelida asperata
Artelida asperata là một loài bọ cánh cứng trong họ Cerambycidae.